# 한반도평화교섭본부장
한반도평화교섭본부장(韓半島平和交涉本部長, Special Representative for Korean Peninsula Peace and Security Affairs)은 2006년부터 2024년까지 있었던 한반도평화교섭본부를 대표하는 직위이며, 14등급인 외무공무원으로 보한다. 

## 상세
북핵문제와 대북 외교정책을 수립하는 한반도평화교섭본부를 대표하는 직책이었다. 한반도평화교섭본부장은 6자 회담 대한민국 수석대표를 겸임한다.

## 역할
- 북한 핵문제 관련 외교정책의 수립·시행
- 6자회담 등 북한 핵문제 관련 협상에 관한 대책의 수립 및 교섭
- 북한 핵문제 관련 주요국과의 협의
- 북한 핵문제 관련 사항에 대한 홍보 및 협조
- 북한 핵문제 관련 유엔 및 국제원자력기구와의 협조에 관한 사항
- 위에서 규정한 사항 외에 북한 핵문제 관련 외교 업무
- 동북아 다자안보협력 관련 외교업무
- 한반도 평화체제에 관한 외교정책의 수립·조정 및 교섭
- 한반도 평화체제 관련 주요국과의 협의
- 한반도 평화체제 관련 사항에 대한 홍보 및 협조
- 한반도 평화문제에 대한 다른 국가와의 협력에 관한 외교정책의 기획·조정
- 통일 문제와 대북한 정책에 관한 외교정책의 수립·시행 및 총괄·조정
- 한반도 정전협정체제에 관한 외교정책의 수립·조정 및 교섭
- 재외 북한이탈주민 관련 외교업무의 총괄·조정

## 역대 본부장

### 한반도평화교섭본부장
| 정부                                           | 대수           | 이름                             | 임기                               | 비고 |
| ---------------------------------------------- | -------------- | -------------------------------- | ---------------------------------- | ---- |
| 노무현 정부                                    | 초대           | 천영우(千英宇)                   | 2006년 7월 7일 ~ 2008년 4월 14일   |      |
| 이명박 정부                                    | 2대            | 김숙(金塾)                       | 2008년 4월 15일 ~ 2009년 3월 1일   |      |
| 이명박 정부                                    | 3대            | 위성락(魏聖洛)                   | 2009년 3월 2일 ~ 2011년 10월 5일   |      |
| 이명박 정부                                    | 4대            | 임성남(林聖男)                   | 2011년 10월 5일 ~ 2014년 4월 3일   |      |
| 박근혜 정부                                    | 4대            | 임성남(林聖男)                   | 2011년 10월 5일 ~ 2014년 4월 3일   |      |
| 5대                                            | 황준국(黃浚局) | 2014년 4월 4일 ~ 2016년 2월 29일 |                                    |      |
| 6대                                            | 김홍균(金洪均) | 2016년 3월 1일 ~ 2017년 9월 18일 |                                    |      |
| 문재인 정부                                    | 7대            | 이도훈(李度勳)                   | 2017년 9월 19일 ~ 2020년 12월 21일 |      |
| 문재인 정부                                    | 8대            | 노규덕(魯圭悳)                   | 2020년 12월 21일 ~ 2022년 5월 13일 |      |
| 윤석열 정부                                    | 9대            | 김건(金健)                       | 2022년 5월 13일 ~ 2024년 2월 29일  |      |
| 2024년 5월 24일 폐지, 외교전략정보본부로 개편. |                |                                  |                                    |      |

## 같이 보기
- 외교전략정보본부
- 외교전략정보본부장